# VAL (groupe)
Pour les articles homonymes, voir Val.
VAL est un groupe de musique biélorusse composé de Valéria Griboussova et Vlad Pachkévitch.
Le groupe est fondé en 2016 par Pachkévitch, claviériste et producteur musical, et Griboussova sous le nom de VAL Music Project. Ils sortent les singles Kto ty est (Кто ты есть, « Qui es-tu ») et Veter vo sné (Ветер во сне, « Une brise dans ton sommeil »).
VAL est sélectionné pour représenter la Biélorussie au Concours Eurovision de la chanson 2020 à Rotterdam avec la chanson Da vidna (Да вiдна), après avoir remporté la sélection nationale biélorusse « Natsionalni Otbor 2020 » le 28 février 2020,. Cependant, l'événement est annulé en raison de la pandémie de Covid-19.

## Discographie

### Albums
- 2017 : В моей комнате (V moïeï komnaté, « Dans ma chambre »), sur ToneTwins Records

### Singles
- 2016 : Кто ты есть (Kto ty est, « Qui es-tu »)
- 2016 : Ветер во сне (Veter vo sné, « Une brise dans ton sommeil »)
- 2020 : Да вiдна (Da vidna)